# Psi Serpentis
Psi Serpentis (ψ Serpentis, förkortat Psi Ser, ψ Ser) som är stjärnans Bayerbeteckning, är en trippelstjärna belägen i den södra delen av stjärnbilden Ormen, i den del som representerar ”ormens huvud” (Serpens Caput). Den har en skenbar magnitud på 5,84 och är synlig för blotta ögat där ljusföroreningar ej förekommer. Baserat på parallaxmätning inom Hipparcosuppdraget på ca 68,2 mas, beräknas den befinna sig på ett avstånd på ca 48 ljusår (ca 15 parsek) från solen. Den befann sig närmast solen för omkring 585 000 år sedan då den gjorde perihelionpassage på ett uppskattat avstånd av 23,27 ljusår.

## Egenskaper
Primärstjärnan Psi Serpentis A är en gul till vit stjärna i huvudserien av spektralklass G5 V. Den har en massa och en radie som båda är av ungefär samma storlek som solens och utsänder från dess fotosfär ungefär samma mängd energi som solen vid en effektiv temperatur på ca 5 680 K. Den är analog med solen men dess fysikaliska egenskaper skiljer sig tillräckligt för att inte betraktas som en tvilling.
Den kända följeslagaren Psi Serpentis B har magnitud 12,00 och var 2013 separerad med 4,6 bågsekunder från primärstjärnan vid en positionsvinkel på 18°. År 2015 upplöstes denna komponent med interferometri till en dubbelstjärna med en separation på 0,22 bågsekunder, vilket motsvarar en projicerad separation på 3 AE. Båda komponenterna, Psi Serpentis Ba och Psi Serpentis Bb, är sannolikt röda dvärgstjärnor av ungefär spektralklass M3 och med massor som är ca 25 procent av solens massa. De har en preliminär omloppsperiod på ca 6 år.